# 황인호 (정치인)
황인호(黃仁滈, 1958년 8월 25일 ~ )은 대한민국의 정치인이다. 제8대 대전 동구청장을 역임했다.

## 학력
- 대전현암초등학교 졸업
- 우송중학교 졸업
- 보문고등학교 졸업
- 충남대학교 사회학 학사
- 연세대학교 대학원 영어영문학과 문학석사
- 한국학중앙연구원 한국학대학원 인문과학 박사과정 수료

## 경력
- 육군학사장교 1기(중위전역)
- 심경장원(장애인복지시설) 이사
- 대전광역시 민관정 도시철도 추진위원
- 행정복합도시 충청권대책위원회 자문위원
- 경부고속철 대전도심구간 주변정비사업 대책특별위원회 위원
- 민주평화통일자문회의 대전동구협의회 수석부회장
- 건양대학교 겸임교수
- 대전시의회 예지중고 정상화 특별위원장
- 대전시의회 국립철도박물관 유치 특별위원장
- 1998.07 ~ 2002.06 제3대 대전광역시 동구의회 의원(초선, 삼성2동)
- 2002.07 ~ 2006.06 제4대 대전광역시 동구의회 의원(재선, 삼성2동)
- 2006.07 ~ 2010.06 제5대 대전광역시 동구의회 의원(3선, 가 선거구)
- 2010.07 ~ 2014.06 제6대 대전광역시 동구의회 의원(4선, 가 선거구)
  - 2010.07 ~ 2012.06 제6대 대전광역시 동구의회 전반기 의장
- 2014.07 ~ 2018.03 제7대 대전광역시의회 의원(초선, 동구 제1선거구)
  - 2014.07 ~ 2016.06 제7대 대전광역시의회 전반기 부의장
- 2018.07 ~ 2022.06 제19대 민선 7기 대전광역시 동구청장(초선)

## 전과
- 도로교통법위반(음주운전): 벌금 1,000,000원 - 2008년 3월 21일 선고[1]

## 수상
- 2009 / 2009 대전 지방의회 장애인 정책 우수의원 수상
- 2010 / 지방의회의원 수수의정사례 최우수상 수상
- 2011 / 한국지방자치학회 우수조례상(개인부문 우수상) 수상
- 2011 / 대한민국의정대상 의정성과 대상 개인 최고 의장상
- 2013 / (사)한국청년유권자연맹 대전지부가 선정한 2013 최고정치인상 수상
- 2014 / 2014대전광역시 장애인정책 우수의원 수상
- 2015 / 대전맹학교 감사패
- 2015 / 대전문인협회 수필부문 신인작품상 수상
- 2016 / 대한민국 위민의정대상 우수상 수상
- 2018 / 지방자치행정대상 수상  (2018국제 가이아 봉사대상 및 제11회 대한민국 환경보사대상)
- 2018 / 2018 한국을 빛낸 자랑스런 한국인 대상 수상,  global gaia awards in 2018 지방자치행정대상 수상
- 2019 / 장애인의 날 자원봉사 대상 수상
- 2019 / 혁신사례확산 지원사업 데모데이행사 우수사례 선정(챔피언 인증패) 수여
- 2019 / 2019 지방자치 행정대상 수상
- 2019 / 대한민국 인성교육 대상 수상
- 2019 / 지역사회발전 공헌 대상 수상
- 2019 / 올해의 시민 인권상 수상
- 2019 / 지역,사회발전 공헌 대상 수상자 선정
- 2020 / 2020년 대한민국 자치발전 대상 수상
- 2020 / 세계자유민주연맹 “자유상” 수상
- 2020 / 2020 거버넌스 지방정치대상 공모(공동체역량증진 분야) 수상

## 저서
- 2004 / IMF도 안타는 똥장사"지방자치를 위한 본격 의정칼럼 모음"
- 2012 / 엘리트 지방위원 되는길
- 2014 / 행복한지방자치 만들기
- 2017 / 일본교과서의 한국사 왜곡내용 분석
- 2018 / 무궁화꽃이 피었습니다. "의정칼럼집"

## 역대 선거 결과
|  | 52.54% |

|  | 66.00% |

|  | 7.20% |

|  | 21.12% |

|  | 47.32% |

|  | 52.02% |

|  | 52.23% |

|  | 48.39% |

## 소속 정당
| 소속 정당 | 소속 정당      | 소속 기간 | 비고           |
| --------- | -------------- | --------- | -------------- |
|           | 무소속         | 1998~2002 | 정계 입문      |
|           | 새천년민주당   | 2002~2003 | 입당           |
|           | 무소속         | 2003~2004 | 탈당           |
|           | 열린우리당     | 2004      | 입당           |
|           | 무소속         | 2004~2006 | 탈당           |
|           | 국민중심당     | 2006~2008 | 입당           |
|           | 자유선진당     | 2008~2012 | 합당           |
|           | 선진통일당     | 2012      | 당명 변경      |
|           | 새누리당       | 2012~2013 | 합당           |
|           | 무소속         | 2013~2014 | 탈당           |
|           | 새정치연합     | 2014      | 창당준비위원회 |
|           | 새정치민주연합 | 2014~2015 | 창당           |
|           | 더불어민주당   | 2015~현재 | 당명 변경      |